# Departamento de San Gil
El departamento de San Gil es un extinto departamento de Colombia. Fue creado el 5 de agosto de 1908 y perduró hasta el 1 de enero de 1910, siendo parte de las reformas administrativas del presidente de la república Rafael Reyes respecto a división territorial. El departamento duró poco, pues Reyes fue depuesto en 1909 y todas sus medidas revertidas a finales del mismo año, por lo cual las 34 entidades territoriales creadas en 1908 fueron suprimidas y el país recobró la división política vigente en 1905, desapareciendo entonces San Gil como departamento y vuelto a depender de Bucaramanga.

## División territorial

Departamentos de la región de los Santanderes en 1908. Galán en rosa.

El departamento estaba conformado por las provincias santanderanas de Guanentá, Socorro, Charalá y Vélez.
Los municipios que conformaban el departamento eran los siguientes, de acuerdo al decreto 916 del 31 de agosto del año 1908:
- Provincia de Guanentá: San Gil (capital), Aratoca, El Valle, Curití, Jordán, Mogotes, Onzaga, Pinchote y San Joaquín.

- Provincia del Socorro: El Socorro (capital), Gámbita, Guadalupe, Guapotá, Oiba, Palmas, Páramo y Suaita.

- Provincia de Charalá: Charalá (capital), Cincelada, Confines, Encino y Ocamonte.

- Provincia de Suárez: Zapatoca (capital), Barichara, Betulia, Cabrera, Chima, Contratación, Galán, Hato, Palmar, San Vicente de Chucurí y Simacota.

- Provincia de Vélez: Vélez (capital), Aguada, Bolívar, Chipatá, Guavatá, Güepsa, Jesús María, La Paz, Puente Nacional, San Benito, Cite y Sucre; estos municipios le fueron asignados tras la extinción del departamento de Vélez.